# Filetia glabra
Filetia glabra är en akantusväxtart som beskrevs av Ridley. Filetia glabra ingår i släktet Filetia och familjen akantusväxter. Inga underarter finns listade i Catalogue of Life.